# 三秋縋
三秋縋（日语：三秋 縋（みあき すがる），1990年—）是出生於日本岩手縣的小說家、輕小說作家。

## 簡歷
2011到2013在2ch上用的名義發表、等作品，並被轉載到多個網站上。
2013年9月，将重新修改並添加內容，改名为《Starting Over重啟人生》后，由MediaWorks文庫出版，三秋縋也以一個作家的身分正式出道。
2019年，以《君の話》獲吉川英治文学新人賞候補。

## 作品列表
- 《Starting Over重啟人生》（2013年9月25日 ISBN 978-4048660013）　（MediaWorks文庫）[註 4]
- 《三日間的幸福》（2013年12月25日 ISBN 978-4048661690）　（MediaWorks文庫）[註 5]
- 《不哭不哭，痛痛飛走吧》（2014年11月21日 ISBN 978-4048668569）　（MediaWorks文庫）
- 《那年夏天，妳打來的電話》（2015年8月25日 ISBN 978-4048653923）　（MediaWorks文庫）
- 《那年夏天，我撥去的電話》（2015年9月24日 ISBN 978-4048654425）　（MediaWorks文庫）
- 《戀愛寄生蟲》（2016年9月24日 ISBN 978-4048924115）　（MediaWorks文庫）
- 《記憶中的妳》（2018年7月19日 ISBN 978-4152097828）　（早川書房）

## 外部連結
- 作者網站（页面存档备份，存于）（日語）
- 三秋 縋的X（前Twitter）（日語）